# Sbor národní bezpečnosti

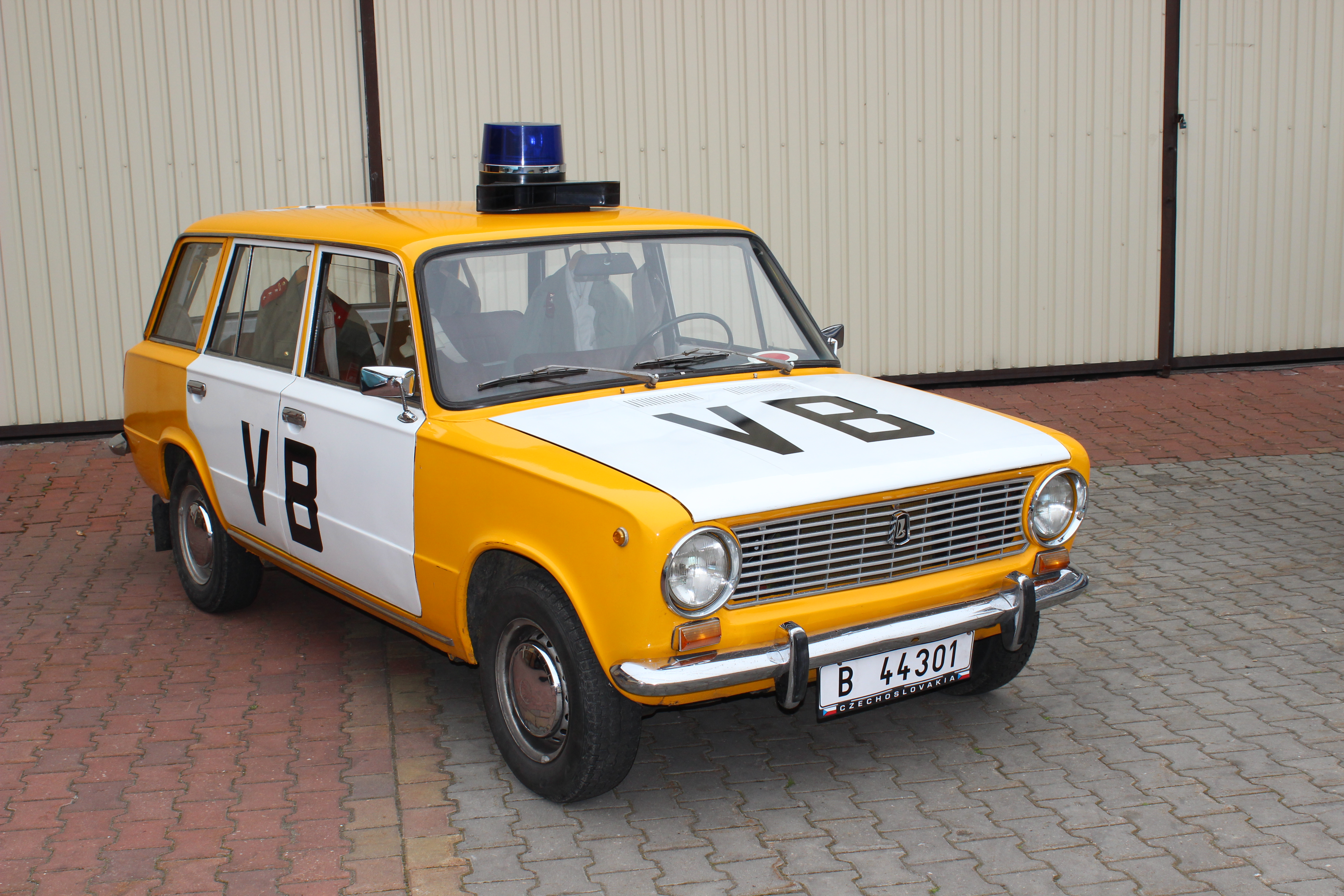
Vozidlo Lada 1200 Combi v barvách VB od roku 1975

Sbor národní bezpečnosti (zkratka SNB, hovorově esenbáci, slovensky Zbor národnej bezpečnosti, ZNB) byl ozbrojený, jednotný, vojensky organizovaný sbor, fungující jako represivní složka výkonné moci v Československu v letech 1945–1991.
SNB byl od roku 1965 tvořen dvěma oborově nezávislými složkami:
1. Státní bezpečnost (StB) vykonávající činnosti zpravodajské, zaměřené na boj proti „vnitřnímu“ a „vnějšímu“ nepříteli.[1]
2. Veřejná bezpečnost (VB) vykonávající obvyklé policejní činnosti včetně administrativy registru osob, vozidel, zbraní apod.

Zatímco Státní bezpečnost zanikla rozkazem ministra vnitra Richarda Sachera 1. února 1990, pak Veřejná bezpečnost byla na základě zákona „O Policii České republiky“ č. 283/1991 Sb. ze dne 21. června 1991 přeměněna dne 15. července 1991 ve Federální policejní sbor.

## Zřízení Sboru národní bezpečnosti
První představy o novém bezpečnostním aparátu osvobozeného Československa se utvářely již během válečných let, přičemž moskevského vedení KSČ je ve svých návrzích formulovalo zřetelně. V roce 1943 v rámci rozhovorů Klementa Gottwalda s dr. Edvardem Benešem v Moskvě KSČ již vyslovila požadavek resortu ministra vnitra a v březnu roku 1945 při jednáních o složení nové vlády v Moskvě jej také prosadila. Prvním poválečným ministrem vnitra se stal komunista Václav Nosek. Diskuse mezi moskevským vedením KSČ a československou exilovou vládou o uspořádání státní správy, potažmo bezpečnostního aparátu, vyvrcholila podepsáním dekretu prezidenta republiky o národních výborech jako orgánech státní správy v osvobozené ČSR. Národní výbory (hlavně zemské a okresní) tak obdržely pro budování bezpečnostních orgánů velké pravomoce. Bezpečnostní složky národních výborů byly zřizovány po celém území republiky, někde tomu asistovala i Rudá armáda.
Během pobytu v Košicích (Košický vládní program) se vláda Národní fronty zabývala též otázkami československé bezpečnostní služby a 17. dubna 1945 vláda na své 4. schůzi přijala návrh ministra vnitra Václava Noska „Hlavní zásady výstavby nového bezpečnostního aparátu“. Tento den byl také následně slaven jako den zrodu SNB. Podle Noskova dokumentu se měla organizace Národní bezpečnostní služby (N.B.S.) skládat ze tří složek:
- ze sboru uniformované N.B.S.(tedy vesměs z bývalého četnictva a uniformované policie),
- ze sboru pohotovostního (též uniformovaného)
- a ze sboru neuniformované N.B.S. (včetně vnitřního a zahraničního zpravodajství).

Kromě toho Hlavní zásady počítaly se zřízením zvláštní služby na ochranu prezidenta republiky, členů vlády a ústředních úřadů. Dnem 2. června 1945 byl ministerským výnosem Václava Noska stanoven nový název Sbor národní bezpečnosti (SNB).

### Náborová akce do pohotovostních SNB
V červnu 1945 již bylo na ministerstvu vnitra o budování pohotovostních sborů národní bezpečnosti rozhodnuto a dnem 1. června byla do těchto sborů vyhlášena celostátní náborová akce, která byla zahájena 28. května 1945 v budově Ústřední rady odborů v Praze II na Perštýně. Nábor probíhal denně od 8 do 12 hodin.
Náborová akce do pohotovostních sborů národní bezpečnosti...Ti kdož mají zájem o tuto pohotovostní službu, především osvědčení bojovníci za svobodu z řad revolučních gard a partyzánských oddílů, přihlásí se k této náborové akci dobrovolně. Pohotovostní sbory národní bezpečnosti budou tvořit obranné jednotky na podkladě ryze vojenském.
Stráž severu: deník Národní fronty v českém pohraničí, 01.06.1945
Přijímáni měli být pouze uchazeči české národnosti ve věkové hranici od 18 do 35 let, bezúhonní, svéprávní, politicky a charakterově vyspělí a oddaní státní ideologii lidové demokracie, dále uchazeči předkládali průkaz o školním a odborném vzdělání. Tělesná způsobilost se posuzovala na základě lékařské prohlídky.
Délka služby byla stanovena na dva roky s možností prodloužení. Služební doba ve svazku SNB se započítávala do služby v československé branné moci (jak v soukromých tak i veřejných a státních službách), zrovna tak příslušníci SNB pobírali stejné požitky jako v československé branné moci s funkčními přídavky. Stravování a ubytování v době výcviku probíhalo v kasárnách.
Dne 29. června 1945 vydal ministr vnitra výnos o organizaci ministerstva vnitra a 30. června 1945 ministerstvo vnitra svým výnosem oznámilo zásady Sboru národní bezpečnosti jako výkonného orgánu správních úřadů národní bezpečnosti. Po provedené očistě  měly být do SNB integrovány dosavadní bezpečnostní sbory – četnictva, státní policie a tzv. obecní výkonné policie.

### Organizace SNB
Na ministerstvu vnitra bylo zřízeno hlavní velitelství Sboru národní bezpečnosti. V jeho čele stál důstojník SNB, který měl k dispozici užší štáb. Širší štáb zajišťoval vyřizování úřední agendy hlavního velitelství a spolu s užším štábem vytvářel článek vnitřní organizace ministerstva vnitra.
Služba Sboru národní bezpečnosti byla vykonávána na zemských velitelstvích SNB v obvodech zemských národních výborů, na okresních velitelstvích SNB v obvodech okresních národních, na místních velitelstvích SNB v sídlech zvláštních úřadů národní bezpečnosti. Pode potřeby mohla být zřízena v některých obcích velitelství stanic SNB.
Místní velitelství SNB v Liberci, Lesní stezka 14, tel. č. 3901 sděluje: Pro zajištění bezpečnosti občanů a jejich majetku, jest zřízen při místním velitelství SNB v Liberci, přepadový oddíl se sídlem v Liberci, Orlí ul. 137, telefon 4444. Je-li toto číslo obsazeno volejto č. 5141, klapku 155. Volání přepadového oddílu nechť se děje jen v případech skutečně nutných a jest v zájmu obyvatelstva, aby místo, kam jest přepadový oddíl volán, bylo udáno vždy co nejpřesněji. Zneužití tohoto čísla bude přísně trestáno.
Stráž severu: deník Národní fronty v českém pohraničí, 07.09.1945

### 1947: Vznik SNB
První kodifikací SNB byl až Zákon č. 149/1947 Sb. ze dne 11. července 1947, o národní bezpečnosti, s následující preambulí v § 1: „Správním úřadům národní bezpečnosti náleží úkol chránit veřejnou bezpečnost, zejména ústavní zřízení, lidová práva a svobody, zaručené ústavou, jakož i bezpečnost osoby a bezpečnost veřejného i soukromého majetku, a bdít nad veřejným pořádkem a veřejnou mravností, tak aby každý občan mohl žíti v klidu a bez obav.“ Správními úřady národní bezpečnosti tak byly stanoveny jednotlivé národní výbory, Povereníctvo vnútra (PV) pro Slovensko a ministerstvo vnitra (MV) pro celou republiku. Zvláštní předpisy pak určily působnost správních úřadů národní bezpečnosti v jednotlivých instancích (stolicích) a jejich podíl na zajištění obrany státu v poválečné době, zároveň byla nařízena příslušným členům národních výborů osobní odpovědnost za jimi provedená opatření v mezích jejich působnosti. V obcích a městech, kde MNV/ÚNV vykonával zároveň působnost ONV, byly zřízeny Úřadovny národní bezpečnosti se službukonajícími zaměstnanci MV/PV.
Samotný Sbor národní bezpečnosti byl zřízen coby výkonný orgán správních úřadů národní bezpečnosti, jehož úkolem bylo chránit veřejné zájmy podle § 1 v rámci právních předpisů na celém československém území. Jeho úkoly byly následující:
- služba bezpečnostní a pořádková;
- střežení státních hranic;
- boj proti zločinnosti;
- výkonná služba k zajištění Československé republiky před útoky na její svrchovanost, samostatnost, celistvost a demokraticko-republikánskou státní formu, bezpečnost a obranu, dále k zajištění osobní bezpečnosti ústavních činitelů;
- šetření o trestných činech soudních (úkony přípravného řízení podle trestních řádů).

SNB se od počátku skládal ze tří složek:
- složka pořádková – především pro vykonávání bezpečnostní a pořádkové služby;
- složka kriminální – především pro stíhání trestných činů, které nejsou namířeny proti státu;
- složka státněbezpečnostní – především pro stíhání trestných činů, namířených proti státu. Zmenšil-li by se rozsah úkolů státněbezpečnostní složky, mohla být vládním nařízením sloučena se složkou kriminální.

### 1948: rozšíření činnosti SNB
Podle zákona č. 286/1948 Sb. bylo úkolem ministerstva vnitra a národních výborů chránit lidově demokratické zřízení, střežit státní hranice, zajistit bezpečnost osob a majetku a udržovat veřejný pořádek, za tímto účelem byl zřizován SNB. Organizační složení SNB zůstávalo v čisté působnosti ministerstva vnitra, stejně jako přímé stanovení úkolů členům SNB.
Pravděpodobně po divokých zkušenostech z předchozí doby sice byla všem ostatním úřadům a orgánům striktně odňata pravomoc zřizovat vlastní ozbrojené složky pro zajištění všeobecné bezpečnosti, zůstala jim však pravomoc zřizovat bezpečnostní hlídky zvláštního určení (polní a lesní hlídky).
Zároveň byla kodifikována možnost, aby byli povoláni ke službě k ochraně výše uvedených zájmů „dobrovolně se hlásící spolehliví občané, kteří, jsou-li zevně označeni, mají obdobná práva a povinnosti jako příslušníci Sboru“ – touto službou byly myšleny zejména Lidové milice, Závodní stráž, Pomocná stráž Veřejné bezpečnosti aj.
Dne 8. srpna 1952 promluvil v rozhlase ministr národní bezpečnosti armádní generál Karol Bacílek. Ve svém projevu rozebral mezinárodní situaci a situaci v Československu, vyzdvihl úkoly národní bezpečnosti a současně uvedl, že pomáhat příslušníkům SNB v odhalování nepřátelských živlů je povinností každého čestného občana republiky.
Být bdělí a ostražití vůči nepřátelům našeho budování.
Ano, bděle střežit a ochraňovat naše socialistické vlastnictví, naše závody, JZD, ČSSS, STS a všechny vymoženosti našeho pracujícího lidu je skutečně nejčestnějším úkolem každého našeho pracujícího občana.
Budovatel českolipské vesnice, 29.11.1952

### 1965: zúžení činnosti SNB
Podle zákona č. 70/1965 Sb. už náleželo SNB pouze přímé zajišťování ochrany socialistického společenského a státního zřízení, veřejného pořádku, bezpečnosti osob, jakož i majetku. SNB byl prohlášen orgánem státního donucení, který v celé své činnosti zároveň uplatňuje prostředky společenského působení, výchovy a prevence, a při plnění svých úkolů se řídí Ústavou ČSSR, zákony a ostatními právními předpisy; jeho příslušníci jsou povinni důsledně dbát socialistické zákonnosti. Zákon opět uváděl, že SNB je ozbrojený a podle vojenských zásad organizovaný sbor, podřízený přímo ministru vnitra, jehož rozkazy jsou příslušníci SNB povinni plnit. Zároveň tento zákon nově přímo kodifikoval, že SNB je tvořen pouze dvěma oborově samostatnými složkami: Státní bezpečností a Veřejnou bezpečností.
Úkoly SNB jako celého sboru byly nově stanoveny výslovným výčtem:
a) zajišťuje ochranu socialistického společenského a státního zřízení; odhaluje a zneškodňuje nepřátelskou činnost zaměřenou proti Československé socialistické republice a chrání občany před touto nepřátelskou činností;
b) zabezpečuje ochranu státních hranic, objektů zvláštní důležitosti a spolupůsobí při obraně státu;
c) zajišťuje ochranu veřejného pořádku; plní přitom i úkoly uložené národními výbory v rámci jejich pravomoci;
d) zajišťuje bezpečnost a důstojnost osob;
e) zajišťuje ochranu majetku;
f) dbá o bezpečnost a plynulost silničního provozu;
g) odhaluje trestné činy, provinění a přestupky a zjišťuje jejich pachatele;
h) koná vyšetřování a vyhledávání trestných činů podle trestního řádu, podle zvláštních předpisů objasňuje provinění a přestupky, a pokud zákon stanoví, rozhoduje o přestupcích;
ch) předchází trestné i jiné protispolečenské činnosti a napomáhá k odstraňování jejich příčin a k upevňování socialistické zákonnosti a státní disciplíny.
SNB mohl plnit i jiné úkoly státní správy, pokud k tomu byl zmocněn jiným předpisem. Příslušníci SNB byli povinni při plnění svých úkolů spolupracovat především s národními výbory (těm byli příslušní náčelníci SNB přímo odpovědni za plnění úkolů) a byli povinni plnit pokyny uložené prokuraturou či soudem. Při plnění svých úkolů dále byli oprávněni žádat spolupráci, pomoc a součinnost od vedení podniků, družstev, organizací, úřadů i vojenských útvarů. Pokud byl plněním nějakého bezpečnostního úkolu pověřen civilní občan, platila pro něj po tuto dobu práva a povinnosti jako pro stálého příslušníka SNB.

### 1974: SNB a občanská práva
Podle zákona č. 40/1974 Sb. byl SNB nově ustanoven jako jednotný ozbrojený bezpečnostní sbor, jehož základním posláním je chránit socialistické společenské a státní zřízení, veřejný pořádek, bezpečnost osob a majetku. Tuto činnost provádí preventivní a výchovnou činností a uplatňováním prostředků státního donucení. Navenek byl SNB povinen se řídit Ústavou ČSSR, ústavními zákony, zákony a ostatními právními předpisy, výslovně mu byla dána pravomoc zasahovat do práv a svobod občanů v případech, vyžaduje-li to ochrana socialistického společenského a státního zřízení, veřejného pořádku, bezpečnosti osob nebo majetku, a to jen v mezích zákona a v rozsahu přiměřeném chráněnému zájmu. Při výkonu služby byli příslušníci SNB povinni dbát cti, vážnosti a důstojnosti občanů i své vlastní a usilovat o to, aby občanům v souvislosti s touto činností nevznikla bezdůvodná újma a případný zásah do jejich práv a svobod nepřekročil míru nezbytnou k dosažení účelu prováděného opatření. Zároveň byli povinni při provádění služebního úkonu poučit občany o jejich právech i o možnostech podat stížnost.
Úkoly SNB jako celého sboru byly opět stanoveny výslovným výčtem:
a) odhaluje a zneškodňuje nepřátelskou činnost zaměřenou proti Československé socialistické republice;
b) chrání bezpečnost osob a majetku;
c) soustřeďuje a zpracovává informace důležité pro bezpečnost státu a jeho politický a hospodářský rozvoj;
d) zabezpečuje ochranu ústavních činitelů;
e) ve vymezeném rozsahu zabezpečuje ochranu objektů zvláštní důležitosti;
f) odhaluje trestné činy a přečiny a zjišťuje jejich pachatele;
g) vyšetřuje a vyhledává trestné činy a objasňuje přečiny podle trestního řádu;
h) podílí se na zajišťování úkolů stanovených předpisy o ochraně státního, hospodářského a služebního tajemství;1)
ch) spolupůsobí při obraně Československé socialistické republiky a při ochraně státních hranic;
i) působí při zajišťování veřejného pořádku, a byl-li porušen, činí opatření k jeho obnovení;
j) spolupůsobí při řízení silničního provozu a dohlíží na jeho bezpečnost a plynulost;
k) odhaluje přestupky, které podle zvláštních předpisů též objasňuje, a pokud zákon 2) stanoví, rozhoduje o přestupcích;
l) plní stanovené úkoly v ochranném dohledu.
SNB i nadále plnil další úkoly na základě pověření ministrem vnitra, úkoly státní správy podle zvláštních předpisů aj. V případě bezprostředního nebezpečí vážného ohrožení veřejného pořádku (od demonstrací po živelní pohromy) byl SNB povinen zúčastnit se odvrácení tohoto nebezpečí, ovšem pouze v rámci nezbytných opatření, nikoliv celostního zásahu. Zároveň byla kodifikována spolupráce s bezpečnostními službami ostatních států, ovšem pouze v rámci socialistické soustavy. Nově byla kodifikována výslovná oprávnění příslušníků SNB v rámci zajišťování osob, zabavování zbraní, prohlídek osob, vozidel a bytů apod., stejně tak byla výslovně kodifikována činnost Pomocné stráže VB.

### 1990: odpolitizování SNB
Ihned v roce 1990 se započalo s postupným odpolitizováním práce SNB – původní zákon č. 40/1974 zůstal sice v platnosti, ale byl několikrát novelizován. Prvním viditelným zásahem byla novela zákona v březnu 1990, která výrazně zkrátila text služební přísahy, zrušila přísahu věrnosti socialistické zákonnosti i komunistické straně a napevno zavedla ustanovení, které příslušníkům SNB po dobu jejich služby pozastavovalo členství v politických stranách a hnutích. Zákon jako celek (včetně ustanovení o složkách StB a VB) však zůstal v platnosti až do 27. 8. 1991, kdy nabyl účinnosti nový zákon č. 333/1991 Sb., kterým byli příslušníci SNB převedeni do služeb Federálního policejního sboru pod působností Federálního ministerstva vnitra.

## Služební poměr v SNB

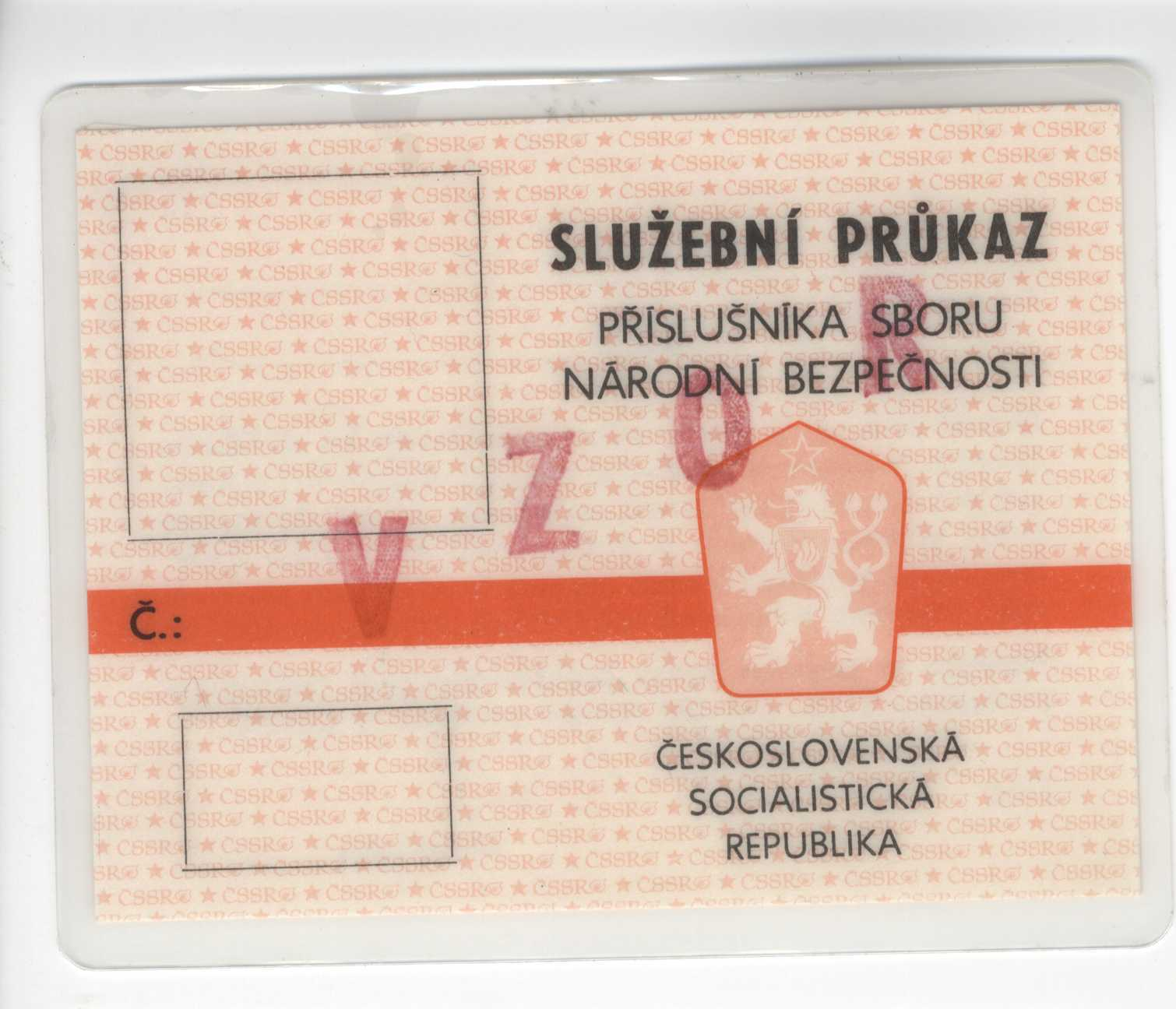
Služební průkaz příslušníka SNB

Prvními členy SNB se stali automaticky:
- 1) účastníci národního boje za osvobození (ať už byli příslušníky bezpečnostních služeb ke dni 5. 5. 1945 nebo nově přijatí);
- 2a) příslušníci bývalého četnictva, bývalého sboru uniformované státní policie, kriminální služby a bývalé obecní výkonné policie;
- 2b) zaměstnanci státu, kteří ke dni 1. 1. 1947 vykonávali služby kriminální nebo státněbezpečnostní;
- 3) ostatní osoby, které byly po dni 5. 5. 1945 nově přijaty do bezpečnostního sboru.

Mužstvo SNB se dále doplňovalo přijímáním dobrovolně se hlásících uchazečů. Vzhledem k tomu, že SNB byl vojensky organizován, jeho členové podléhali vojenským soudům a vojenským trestním zákonům (včetně ustanovení o vojenských zločinech a o vojenských přečinech) a platí pro ně vojenský služební řád. Zajímavou úlitbou česko–slovenské vzájemnosti bylo ustanovení, že je-li hlavním velitelem SNB Čech, musí být jeho zástupcem Slovák a naopak.
Podmínky pro přijetí od roku 1947: Uchazeč musí být alespoň pět let československým státním občanem české, slovenské nebo jiné slovanské národnosti, který je státně a národně spolehlivý a mravně bezúhonný, svéprávný a duševně způsobilý, věk mezi 21 a 30 lety věku, svobodný nebo bezdětný vdovec, tělesně způsobilý a má přiměřenou výšku, musí mít vzdělání odpovídající měšťanské škole a absolvovat vojenský výcvik se zbraní podle ustanovení branného zákona pro normální prezenční službu (některé podmínky bylo možno prominout rozhodnutím MV nebo PV). Každý člen SNB se při vstupu zavázal ke čtyřleté povinné službě, do níž se započítávala dvouletá zkušební doba – v jejím průběhu musel vykonat odbornou zkoušku před komisí složenou z důstojníků SNB a úředníků správní služby národní bezpečnosti.
Podmínky pro přijetí od roku 1948: Uchazeč musí být československým občanem, který je státně spolehlivý, oddaný lidově demokratickému zřízení a mravně bezúhonný, překročil 18. rok věku, je duševně a tělesně způsobilý a má vojenský výcvik podle ustanovení branného zákona pro pravidelnou prezenční službu (MV ČSR bylo oprávněno udělit výjimku). SNB mohl být doplněn i vojenskými osobami v činné službě. Do služebního poměru byli uchazeči se závazkem čtyřleté služby, jejíž součástí byla opět zkušební doba dvou let – v jejím průběhu byla ověřována potřebná tělesná, duševní, odborná i politická způsobilost uchazeče ke službě. Tuto zkušební dobu bylo možné „ze zvláště závažných důvodů služebních“ zkrátit nebo zcela prominout. V posledním pololetí zkušební doby pak příslušník vykonal služební zkoušku (i tu však bylo možné prominout). Pokud se při této zkoušce prokázalo, že příslušník má potřebné vědomosti a znalosti pro výkon služby v SNB, stal se řádným příslušníkem; v opačném případě pak byl propuštěn bez nároku na výslužné.
Podmínky pro přijetí od roku 1971: Uchazeč musí být československým státním občanem starším 18 let, který o přijetí požádá a splní zároveň další předpoklady: je oddán socialistickému společenskému zřízení, je bezúhonný, dosáhl požadovaného stupně vzdělání a je tělesně a duševně způsobilý pro výkon služby. V případě, že občan podléhal branné povinnosti, bylo podmínkou k přijetí do SNB také vykonání základní nebo náhradní vojenské služby. Žádanka o přijetí do řad SNB podléhala procesu přijímacího řízení, jehož podmínky byly stanoveny rozkazem ministra vnitra ČSSR. Služební poměr vznikl písemným rozhodnutím o přijetí uchazeče do služebního poměru. Toto rozhodnutí zároveň obsahovalo den nástupu služby, jmenování do hodnosti, druh služebního zařazení (funkci), místo nástupu služby (místo služebního působiště) a označení služebního orgánu, který o přijetí rozhodl. V rozhodnutí mělo být uvedeno i platové zařazení a délka zkušební doby (obvykle 3 měsíce, rozhodnutím mohla být zcela zrušena nebo naopak prodloužena na 18 měsíců, později až na 24 měsíců), ve výjimečných případech i délka trvání služebního poměru. Příslušník při svém nástupu do služby skládal služební přísahu a do výkonu služby směl být zařazen až po jejím složení (pokud ji odmítl složit, jeho služební poměr okamžitě skončil).

## Služební přísaha
Znění služební přísahy se po dobu existence SNB měnilo několikrát.
Text služební přísahy od 15. 1. 1948 (Vládní nařízení č. 228/1947 Sb.):
„Přísahám na svou čest a svědomí při všem, co je mi svaté, že vždy budu věren a oddán Československé republice, jejímu lidově-demokratickému ústavnímu zřízení, jejímu presidentu a její vládě; že vždy budu dbáti zákonů a nařízení republiky; že budu ochotně poslušen nařízení a příkazů svých představených a rozkazů svých velitelů; že budu přísně zachovávati úřední tajemství a že při veškerém svém jednání budu vždy míti na zřeteli jen zájem služby a prospěch republiky a jejího lidu. Přísahám, že své služební povinnosti budu plniti svědomitě a nestranně i s nasazením života. Tak přísahám.“
Text služební přísahy od 2. 7. 1949 (Nařízení ministra vnitra č. 171/1949 Sb.):
„Já, občan lidově demokratické republiky Československé, přísahám, že budu vždy čestným, statečným, ukázněným a bdělým příslušníkem Sboru národní bezpečnosti, budu přísně zachovávat a střežit služební a státní tajemství a bezpodmínečně plnit uložené mi povinnosti a rozkazy svých velitelů a nadřízených. Přísahám, že budu do posledního dechu věren a oddán Československé republice, jejímu lidu, lidovědemokratickému zřízení a jejím zákonům, presidentu republiky a vládě. Přísahám, že budu bránit vždy a všude, mužně a neochvějně, nešetře své krve ani života, bezpečnost státu, bezpečnost všech jeho občanů, lidově demokratické zřízení a revoluční vymoženosti pracujícího lidu, vedeného dělnickou třídou k socialismu. Jestliže poruším slavnostní přísahu, nechť mne postihne tvrdý trest zákona, obecná nenávist a opovržení pracujícího lidu. Tak přísahám.“
Text služební přísahy od 25. 4. 1961 (Vyhláška ministra vnitra č. 35/1961 Sb.):
„Já, občan Československé socialistické republiky, přísahám věrnost své vlasti, presidentu, vládě a všemu pracujícímu lidu, vedenému Komunistickou stranou Československa. Slibuji, že budu vždy statečným, čestným a ukázněným příslušníkem bezpečnostního sboru ministerstva vnitra, že budu zachovávat státní a služební tajemství a neustále zdokonalovat své politické a odborné vědomosti. Všechny úkoly uložené zákony, řády a rozkazy budu plnit důsledně a iniciativně. Přísně budu střežit socialistickou zákonnost, chránit výsledky socialistického budování, životy a zdraví občanů, veřejný pořádek, majetek lidu a socialistické vymoženosti pracujících. Přísahám, že budu vždy rozhodně bojovat proti nepřátelům své vlasti, nepřátelům Sovětského svazu i ostatních socialistických zemí. Slibuji, že jsem připraven vynaložit všechny své schopnosti a nasadit i život v boji za zájmy Československé socialistické republiky, za vítězství míru a komunismu. Tak přísahám!“
Text služební přísahy od 1. 1. 1971 (Zákon č. 100/1970 Sb.):
„Já, příslušník Sboru národní bezpečnosti, slavnostně přísahám věrnost své socialistické vlasti - Československé socialistické republice, dělnické třídě a všemu pracujícímu lidu vedenému Komunistickou stranou Československa. Slibuji, že budu čestným, statečným a ukázněným příslušníkem Sboru národní bezpečnosti, že budu neochvějně chránit socialistické společenské a státní zřízení, zákonná práva občanů a veřejný pořádek. Budu zdokonalovat svou politickou připravenost na základě marxismu-leninismu, úroveň svého všeobecného i odborného vzdělání a dbát o svou bezúhonnost. Přísně budu střežit státní a služební tajemství. Budu vždy rozhodně bojovat proti nepřátelům své socialistické vlasti, nepřátelům Svazu sovětských socialistických republik a ostatních spojeneckých socialistických zemí. Budu střežit přátelství a upevňovat spolupráci s lidem Svazu sovětských socialistických republik a ostatních spojeneckých socialistických zemí a bojový svazek s jejich ozbrojenými bezpečnostními sbory. Vynaložím všechny své síly a schopnosti a jsem připraven nasadit i život v boji za zájmy Československé socialistické republiky a při plnění jejích internacionálních závazků, v boji za vítězství míru a komunismu. Tak přísahám!“
Text služební přísahy od 14. 3. 1990 (Zákon č. 74/1990 Sb.):
„Já, příslušník Sboru národní bezpečnosti, slavnostně prohlašuji, že budu věrný Československé socialistické republice. Budu čestným, statečným a ukázněným příslušníkem Sboru národní bezpečnosti. Při plnění svých služebních povinností se budu řídit ústavou a zákony a budu chránit ústavní zřízení Československé socialistické republiky, práva občanů a veřejný pořádek. K tomu jsem připraven vynaložit všechny své síly i schopnosti a nasadit i svůj život. Tak přísahám!“

## SNB v kultuře
Popularizovat činnost SNB mezi prostým lidem a ideově „správně“ líčit historii sboru se snažil hojně sledovaný televizní seriál Třicet případů majora Zemana z let 1974–1979. Záměrem bylo začít jej vysílat v roce 1975, tedy v roce 30. výročí osvobození Československa Sovětskou armádou a k připravovaným oslavám 30. výročí vzniku SNB.
Vyšetřovatelé kriminálních zločinů – příslušníci SNB byli také často zobrazováni v tehdejších filmových detektivkách (např. Rudolf Hrušínský jako major Kalaš).